# Kirche Kleinolbersdorf

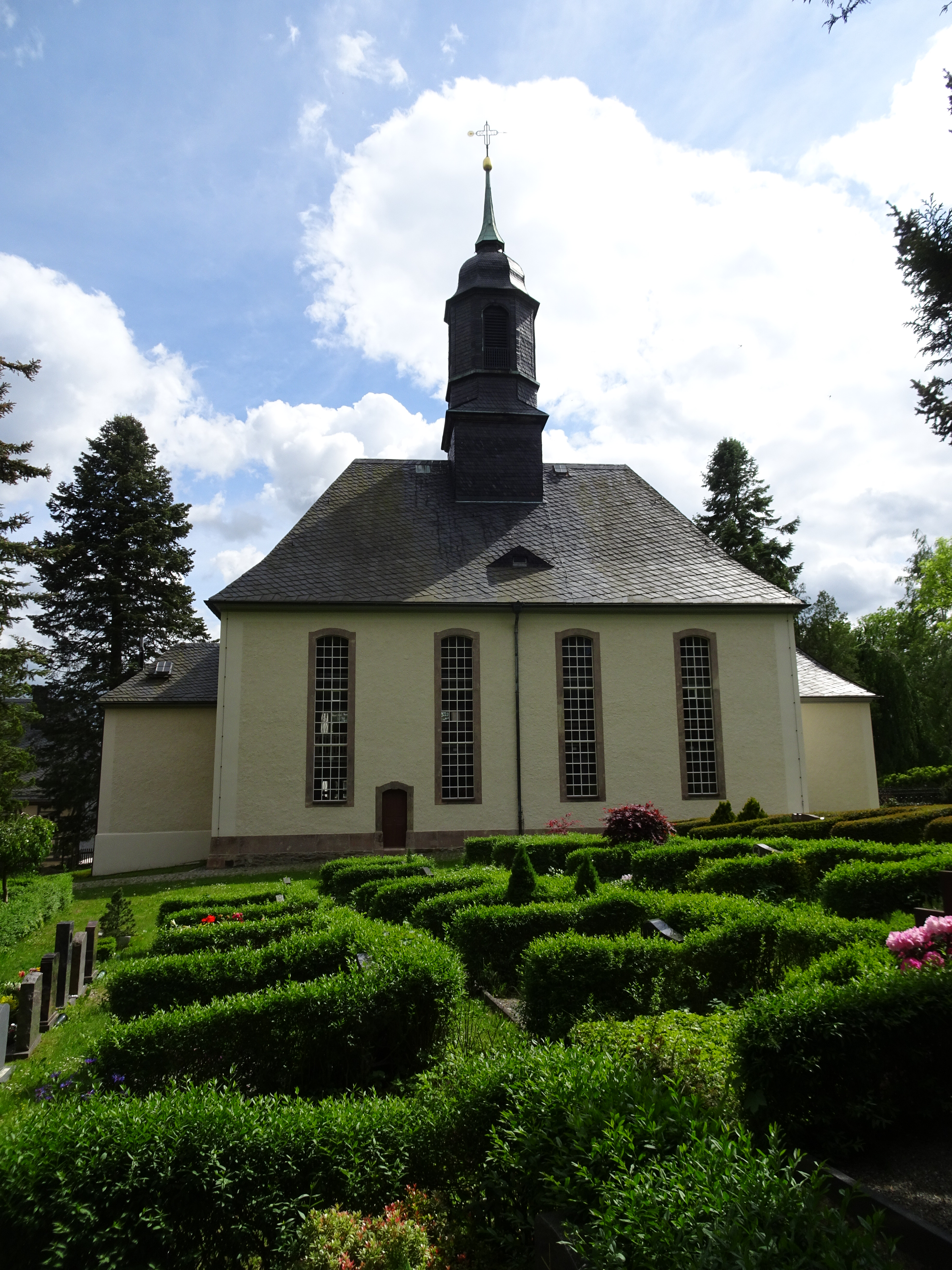
Dorfkirche Chemnitz-Kleinolbersdorf

Die evangelische Kirche Kleinolbersdorf ist eine klassizistische Saalkirche im Ortsteil Kleinolbersdorf von Chemnitz in Sachsen. Sie gehört zur Christuskirchgemeinde Chemnitz im Kirchenbezirk Chemnitz der Evangelisch-Lutherischen Landeskirche Sachsens. Das Kirchengebäude steht seit den 1970er Jahren unter Denkmalschutz.

## Geschichte und Architektur
Die schlichte Saalkirche wurde 1790 nach Plänen von Johann Traugott Lohse anstelle des 1789 abgebrannten Vorgängerbauwerks aus dem beginnenden 13. Jahrhundert erbaut. Eine Innenrestaurierung wurde nach der deutschen Wiedervereinigung 1990 vorgenommen, 2018/2019 konnte auch das Äußere des Kirchengebäudes saniert und aufgefrischt werden. Bei dieser Gelegenheit wurden die später angefügten Gebäudeteile (Trauerhalle am Westgiebel und das Heizhaus hinter der Sakristei) abgetragen, sodass das Gotteshaus sein ursprüngliches Aussehen zurückerhielt.
Das Bauwerk ist ein Putzbau mit geradem Chorschluss, westlicher Vorhalle und Dachreiter. Der Dachreiter sitzt mittig auf dem Dachfirst und weist einen quadratischen Grundriss auf. Darüber erhebt sich ein gedrungener achteckiger Glockenaufsatz mit frühbarocker Haube, die in einen Spitzhelm übergeht. Auf der Spitze befinden sich ein Turmknauf und ein vergoldetes Kreuz. In der offenen Glockenstube hängt eine einzelne Bronze-Kirchenglocke mit Inschriften am oberen Rand des Glockenkörpers. Das Dach des Kirchenraumes und des Dachreiters sind mit Schieferschindeln gedeckt.
Die Saalkirche ist vierachsig und besitzt auf beiden Längsseiten vier segmentbogige hohe Sprossenfenster. 
Der frühklassizistische Innenraum ist flachgedeckt, die umlaufenden zweigeschossigen Emporen mit integriertem Kanzelaltar stammen aus der Erbauungszeit. Im Jahr 2014 musste der Dachreiter baulich stabilisiert werden; dabei wurde anstelle des stählernen Glockenstuhls ein hölzerner eingebaut.

## Glocken
Die Glocken für den Kirchenbau des Jahres 1790 stammten von dem Glockengießer Andreas Hann aus Chemnitz. Die kleine Glocke, 3,5 Zentner schwer, trug ein Medaillon mit dem Bildnis Martin Luthers und den Namen des Gießers. Die größere Glocke hatte ein Gewicht von acht Zentnern und zersprang später, ein genaues Datum ist nicht überliefert. Im Jahr 1870 fertigte ein Nachfolger, Ernst Hann, aus der defekten Glocke eine neue. Es ist nicht überliefert, ob diese dann auch in den Dachreiter kam oder an anderer Stelle aufgestellt oder an eine andere Kirchengemeinde abgegeben wurde. Auf dem Bild von Mapio.net ist jedenfalls nur eine Glocke erkennbar.

## Ausstattung

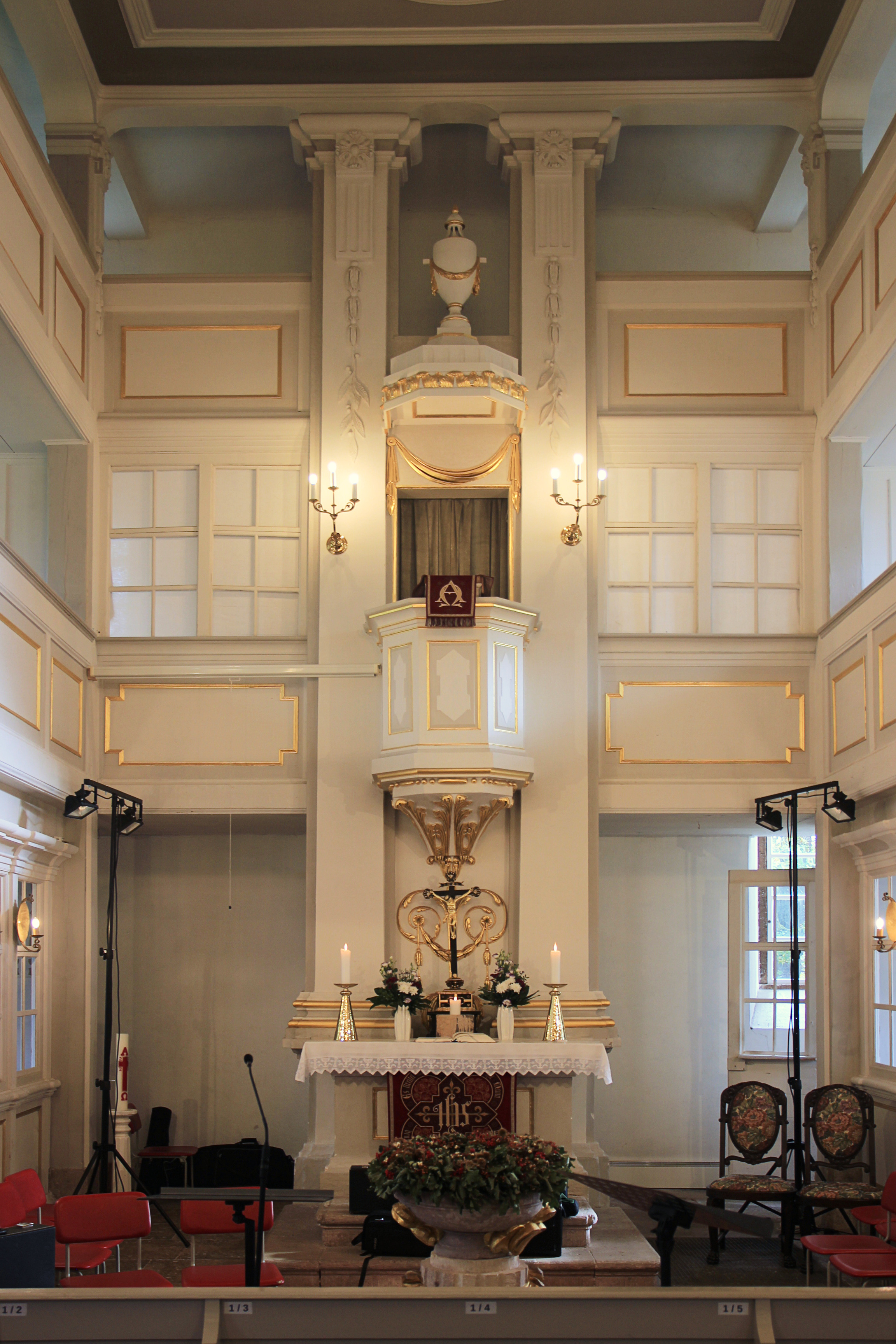
Kanzelaltar

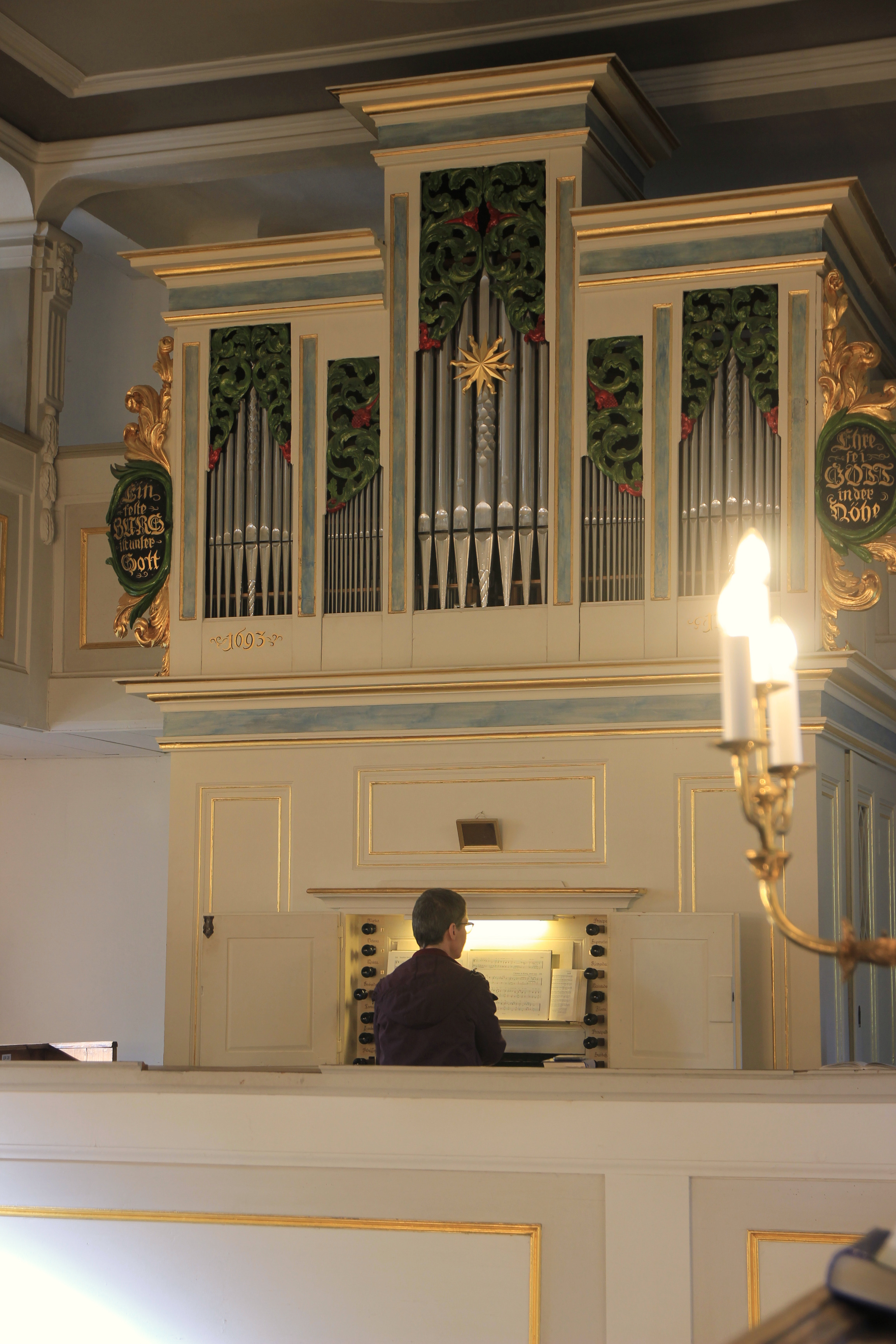
Orgel

### Altar, Kruzifix und Weiteres
Das Hauptstück der Ausstattung ist ein spätgotischer Flügelaltar aus der Zeit um 1500–1502 von Peter Breuer. Er zeigt im Schrein die Schnitzfiguren der Heiligen Martin, Fabian und Laurentius. Auf den gemalten Flügeln sind die Heiligen Valentin und Benedikt dargestellt, auf der Rückseite die Verkündigung. Die Sandsteintaufe ist ein Werk des 18. Jahrhunderts. Ein farbig gefasstes, geschnitztes Vortragekreuz stammt vermutlich vom Ende des 18. Jahrhunderts. Ein kleines silbernes Altarkruzifix wurde im Jahr 1675 geschaffen und 1995 restauriert.

### Orgel
Die Orgel ist im Kern ein Werk eines unbekannten Orgelbauers aus dem Jahr 1693 mit ursprünglich acht Registern auf einem Manual und mit einem Pedal. Sie befand sich bis 1797 in der Dorfkirche Seelitz und wurde durch die hiesige Gemeinde für ihren Kirchenneubau erworben. Nach einer Restaurierung durch Hermann Eule hat sie seit 1939 elf Register auf einem Manual und Pedal. Sie zählt zu den ältesten Orgeln in Sachsen. Die Disposition lautet:
| Manual C–c3 |       |
| Gedackt     | 8′    |
| Flöte       | 8′    |
| Quintadena  | 8′    |
| Principal   | 4′    |
| Gedackt     | 4′    |
| Quinta      | 3′    |
| Octava      | 2′    |
| Superoctava | 1′    |
| Mixtur III  | 1 ⁄3′ |

| Pedal C–c1   |     |
| Subbaß       | 16′ |
| Principalbaß | 08′ |

## Gemeindeleben
Unweit des Kirchengebäudes befindet sich der Pfarrhof mit einem Pfarrhaus in Fachwerkbauweise. Neben den üblichen christlichen Diensten finden in der Kirche auch Orgelkonzerte und Auftritte des Kleinolbersdorfer Posaunenchores statt.